# Pou de cimentació

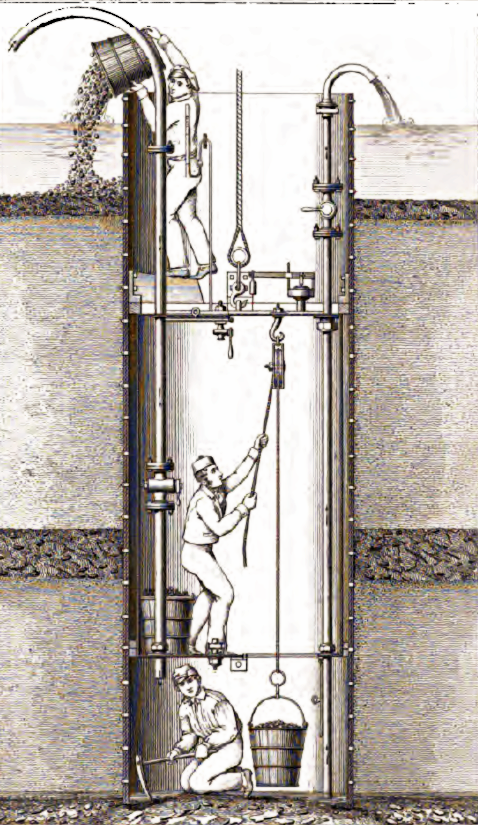
Vista en secció d'un caixó obert, inventat per Jacques Triger el 1846.

En enginyeria civil, un pou de cimentacióo caixó d'aire comprimit quan està sota sobrepressió, és un recinte obert a la seva part inferior, destinat a l'excavació de fonaments profunds en terreny humit o inundat, normalment la base de pilars de pont en mig de vies navegables. Quan funciona amb aire comprimit, la caixa s'utilitza com a campana de busseig equipada amb tanques d'aire per a l'accés del personal i l'evacuació d'esqueixos. S'enfonsa a terra a mesura que avança l'excavació. Va ser utilitzat en la construcció del pont de Brooklyn.

## Històric
La tècnica de la caixa d'aire comprimit, desenvolupada a mitjans del XIX XIX segle per Brunel i millorat per Hersent (va ser utilitzat per als fonaments de la Torre Eiffel, el pont d'Eads , etc.), ha permès limitar l'ús de coferdams, més cars, però també ha generat nombrosos casos de malaltia del caisson. Acostuma a desaparèixer, des d'aleshores han aparegut tecnologies i mètodes de treball més segurs (pilotatges , etc.).
L'enginyeria del caisson s'ha utilitzat almenys des del segle XVIII, i es va utilitzar notablement en la construcció del pont de Brooklyn, acabat el 1883. i el 1856 per a la fundació del moll central del pont Royal Albert de Brunel a Saltash. acabat el 1859.

## Descripció
És una estructura de contenció estanca que s'utilitza, per exemple, per treballar als fonaments d'un moll de pont, per a la construcció d'una presa de formigó o per a la reparació de vaixells.
Els caixons estan construïts de manera que es pugui bombejar l'aigua, mantenint així l'entorn de treball sec. Quan les piles es construeixen amb una caixa oberta i no és pràctic arribar a un terreny adequat, les piles de fricció es poden conduir per formar una subbase adequada. Aquestes piles estan connectades per un sòcol de fonamentació sobre el qual s'aixeca el pilar de la columna.